# Tore bosselé
 (septembre 2023).

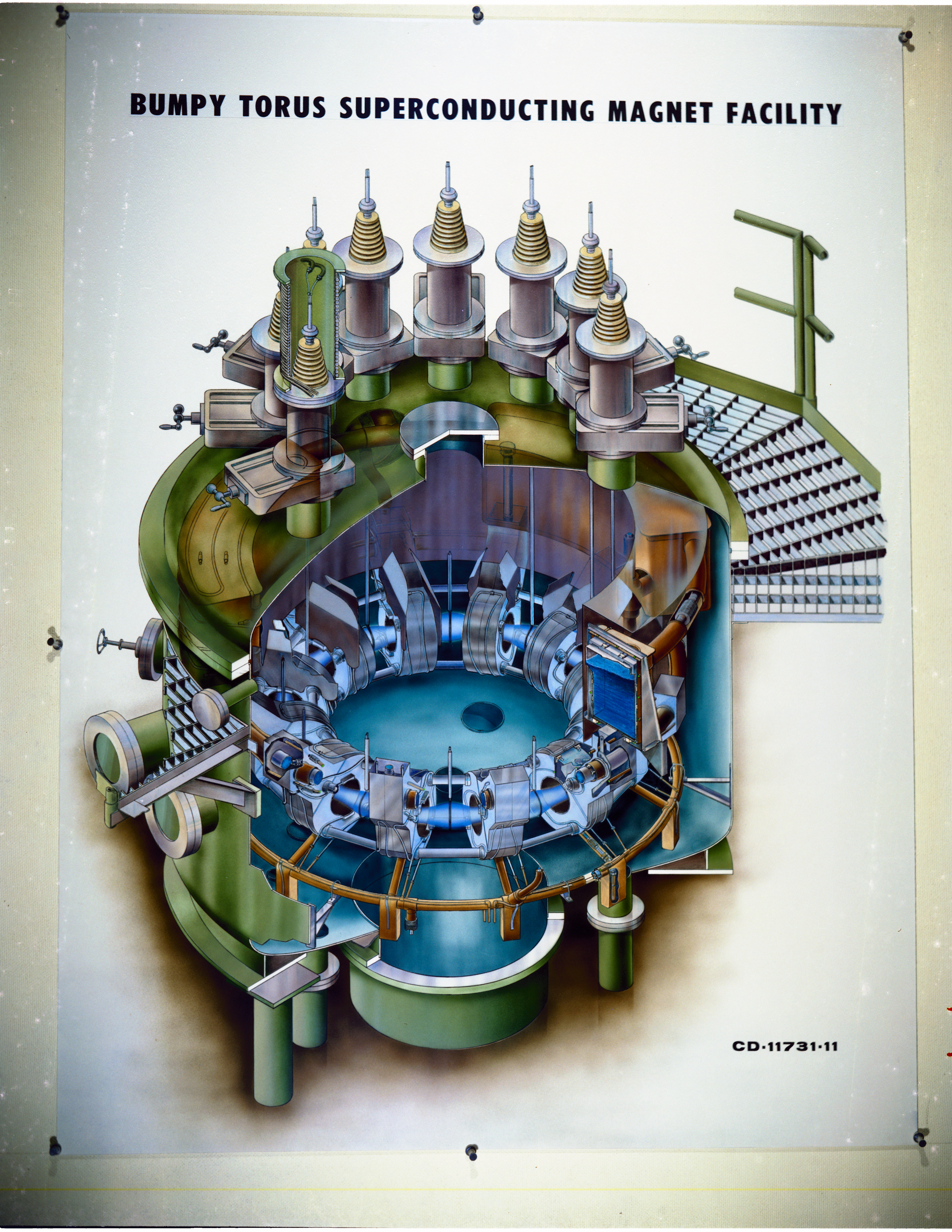
Représentation d'un tore bosselé à aimants supraconducteurs.

Le tore bosselé est une classe de dispositifs de production d'énergie utilisant la fusion par confinement magnétique. Il se composent d'une série de miroirs magnétiques mis bout à bout le long d'un cercle, formant un tore. Il est basé sur une découverte faite par une équipe dirigée par Ray Dandl au laboratoire national d'Oak Ridge dans les années 1960.
L'inconvénient principal de la conception classique du miroir magnétique est une fuite excessive de plasma à travers les deux extrémités du dispositif. Le tore bosselé résout ce problème en connectant plusieurs miroirs ensemble afin que le combustible qui s'échappe d'un miroir puisse être récupéré par le miroir voisin. Il est qualifié de « bosselé » car les ions du combustible composant le plasma ont tendance à se concentrer à l'intérieur des miroirs, où règne une densité supérieure à celle des courants de fuite entre deux miroirs voisins. Une autre description est que le champ magnétique est plus étroit entre les miroirs qu'au centre de chacun d'eux. Un tel arrangement n'est pas stable en lui-même, et la plupart des dispositifs de tore bosselé utilisent des champs secondaires ou des électrons relativistes pour améliorer la stabilité au sein du réacteur.
Les différentes conceptions de tore bosselé constituaient un domaine de recherche active qui a commencé dans les années 1960 et s'est poursuivie jusqu'en 1986 avec le tore bosselé ELectro Magnetic Orbit (ELMO) du Laboratoire national d'Oak Ridge. L'une d'entre elles, en particulier, était décrite par : « Imaginez une série de machines à miroirs magnétiques mises bout à bout, formant un tore. Un ion ou un électron qui s'échapperait de la cavité d'un miroir se retrouverait dans un autre miroir. Ceci constitue un tore bosselé. ». Le concept a souffert de nombreux problèmes et la plupart des recherches ont été abandonnés.

## Contexte

### Miroirs simples
Le miroir magnétique est une conception de réacteurs de fusion par confinement magnétique parmi les plus simples en termes de complexité physique. Il se compose en grande partie d'un cylindre avec des aimants puissants à chacune des deux extrémités, bien qu'en pratique la partie cylindrique (techniquement, un solénoïde) soit également garnie d'aimants moins puissants pour mieux façonner les lignes de champ. Le champ magnétique résultant a une forme à peu similaire à celle d'un cigare, plus large au centre et se rétrécissant aux deux extrémités.
Le plasma est constitué d'un gaz de particules chargées : les électrons et les noyaux (ions) du combustible de fusion utilisé. En présence d'un champ magnétique, les particules chargées se déplacent en tournant autour des lignes de champ. Elles transportent également avec elles toute l'inertie qu'elles possèdent le long de la ligne de champ. Donc, en pratique, le mouvement résultant est une hélice circulaire dont l'axe est une ligne de champ.
Le miroir fonctionne de façon à « piéger » ce mouvement aux deux extrémités du cylindre. Au fur et à mesure que les ions s'approchent des extrémités, plusieurs lignes de champ magnétique convergent vers la même région, créant un champ plus fort. Si des conditions favorables sont en place, les ions inversent leur mouvement, et rebondissent sur le champ plus fort, d'où le nom de miroir. Sur un temps macroscopique, les ions individuels rebondissent entre les deux bobines miroir, et restent confinés à l'intérieur de l'appareil.
Dans n'importe quel agencement de champ, il existe toujours des lignes de champ qui ne sont pas courbées à l'approche des extrémités, notamment les lignes le long de l'axe central du miroir. Les ions se déplaçant autour de ces lignes peuvent s'échapper. De plus, pour une force magnétique donnée, il y a toujours des particules qui auront suffisamment d'énergie pour ne pas se réfléchir, et qui pourront également s'échapper. Des calculs ont suggéré que le taux de fuite des ions pouvait être suffisamment faible pour permettre à un réacteur de fonctionner pendant une longue durée.

### Minimum B
Dès le début des programmes de fusion contrôlée, il avait été souligné qu'un dispositif à confinement magnétique présenterait une instabilité intrinsèque à l'arrangement du champ magnétique. Dans toute zone où il y a convexité des lignes de champ, il y a une tendance naturelle pour les ions à vouloir se déplacer vers l'extérieur de leur trajectoire d'origine lorsqu'ils subissent une collision. À la suite de ce mouvement, ils sont déviés vers l'extérieur au sein de la zone de confinement. Lorsque suffisamment d'ions subissent cette déviation dans une zone particulière, leur charge électrique modifie le champ magnétique de manière à accroître encore plus la courbure, provoquant un effet d'emballement qui entraîne le déversement du plasma en dehors de la zone de confinement. Ce problème est devenu connu sous le nom d'instabilité de flûte et s'est avéré endémique à tous les miroirs de la fin des années 1950.
L'instabilité de flûte est causée par des zones convexes du champ magnétique, et il a été rapidement montré par des chercheurs au Royaume-Uni que l'inverse était également vrai : dans un champ concave, le plasma se trouvant à l'intérieur de la courbure, serait naturellement stable. Ceci est devenu connu sous le nom de « configuration minimale B ». En fait, pour d'autres raisons, il est difficile de créer un agencement de champ magnétique qui éliminerait entièrement les fuites de combustible, mais au milieu des années 1960, plusieurs conceptions prometteuses étaient apparues, notamment la configuration « balle de tennis » ou « base-ball », et plus tard, le concept « yin-yang ». Toutes ces techniques avaient l'inconvénient d'être beaucoup plus complexes, et elles nécessitaient des machines beaucoup plus grosses pour un volume identique de plasma, ce qui avait un impact négatif sur le rapport qualité-prix de la conception.

### Tore bosselé
Le tore bosselé est une tentative de correction des problèmes liés au miroir, à la fois en ce qui concerne l'instabilité de flûte et la fuite naturelle du plasma aux extrémités.
Pour contrôler les fuites, un certain nombre de miroirs ont été connectés bout à bout. Ceci n'élimine pas les fuites au niveau d'un miroir lui-même, mais permet aux particules fuyant le miroir de se retrouver dans un miroir voisin. Cette approche peut sembler évidente à première vue, mais le problème est que le champ magnétique résultant n'est plus linéaire le long de l'axe, mais courbe, ce qui augmente le taux d'instabilité de flûte. Cependant, lorsque l'on considère la machine dans son ensemble, plutôt qu'un miroir individuel, le champ global peut être arrangé comme une configuration nette de type minimum B.
Le champ magnétique qui résulte d'un tore bosselé présente un autre problème : le mode de ballonnement résistif. L'équipe du ELMO au laboratoire national d'Oak Ridge avait proposé de le contrôler en injectant des électrons de haute énergie (« chauds ») dans l'espace situé entre l'extérieur de la zone de confinement du miroir et l'extérieur du réacteur lui-même. Ces électrons produisent un deuxième champ magnétique qui éloigne le champ généré par un miroir des parois du réacteur, et modifie le champ dans son ensemble de façon à réduire le mode de ballonnement.

### ELMO
Le premier exemple de tore bosselé a été construit sous le nom d'ELMO au Laboratoire national d'Oak Ridge en 1972. Au début, le concept semblait montrer des résultats prometteurs, mais à mesure que de nouveaux systèmes de diagnostic étaient ajoutés, il est devenu clair que le système ne fonctionnait pas comme prévu. En particulier, le concept d'enveloppe électronique était loin d'être aussi puissant qu'espéré. Et pour ajouter aux problèmes, le système de chauffage par micro-ondes s'est avéré avoir une efficacité bien inférieure à celle prévue.
Un système similaire a également été construit à Nagoya, au Japon, où des mesures directes du champ magnétique ont démontré que seulement quelques pour cent du champ créé par les électrons atteignaient l'intérieur de la zone de confinement, ce qui était loin d'être suffisant pour compenser les instabilités. En 1988, un examen de l'ensemble du concept a suggéré que le confinement des électrons ne permettrait tout simplement pas de créer les conditions nécessaires, et l'intérêt pour le tore bosselé a pris fin.